# 利沃夫圖書論壇

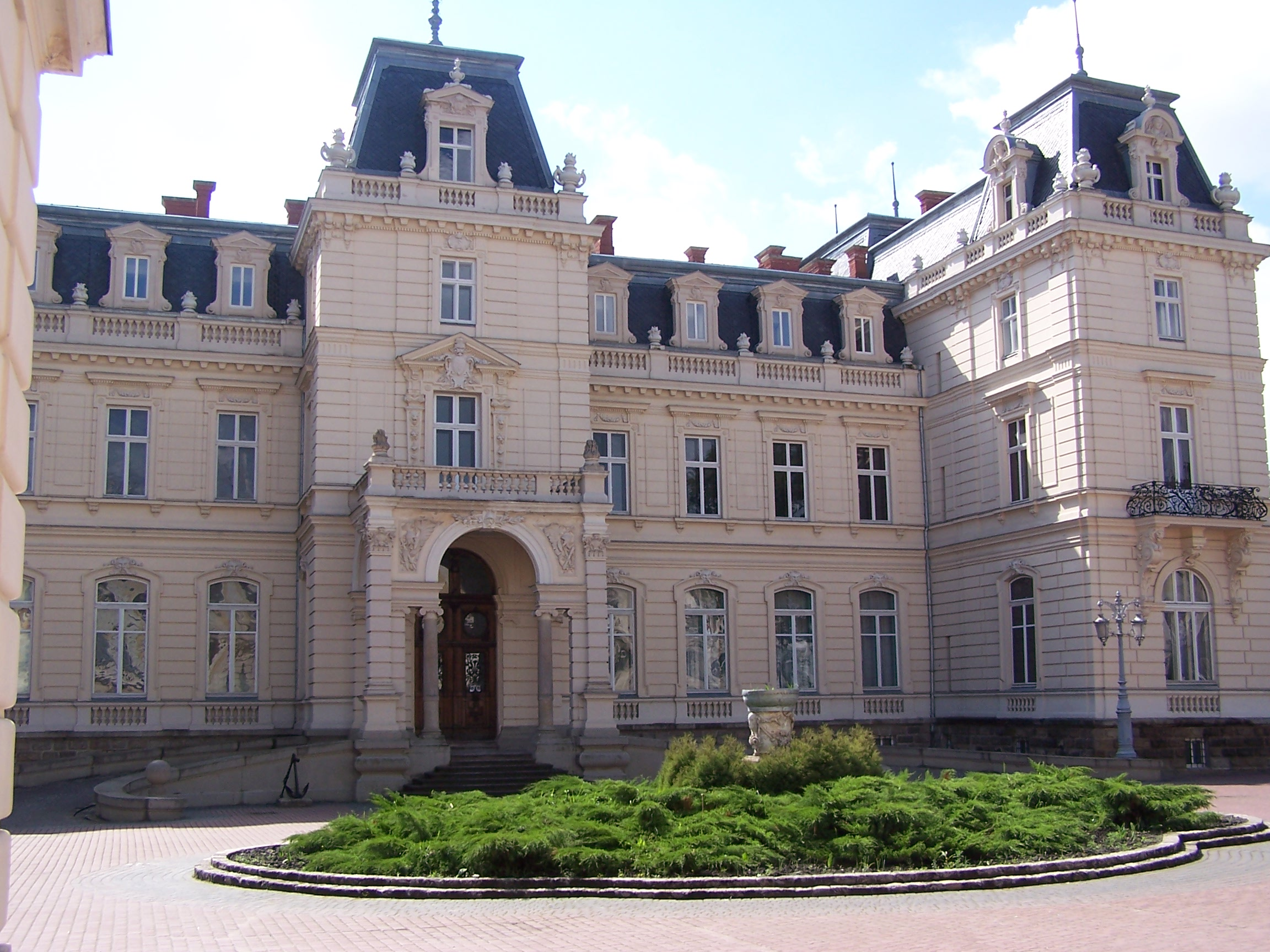
波托茨基宮。︁利沃夫圖書論壇就在附近舉辦

利沃夫圖書論壇，2008年前稱為利沃夫出版論壇（烏克蘭語：Форум видавців у Львові），是每年9月在烏克蘭利沃夫舉行的出版品與文學展覽會，由非政府組織「出版商論壇」（烏克蘭語：ГО «Форум видавців»）主辦。於1994年首度舉行。是烏克蘭、以致東歐最盛大的書展。
主要展場有藝術宮、波托茨基宮、自由大道中塔拉斯舍甫琴科紀念碑和利維夫歌劇及芭蕾舞劇院之間的地帶。
書展口號為「對書籍的熱愛使我們團結一致」。

## 概要
利沃夫圖書論壇結合了書展和國際文學節，主要參展者有專業出版人士、一般讀者、作家、翻譯家、編輯、藝術家等。每年，書展都會以一個特定的主題展開，包含歷史、戰爭、媒體、漫畫、教育、商業、哲學、科學技術、健康、旅遊和生活方式等。
參展者自2000年開始紀錄。當時參展者約25,000人；2001年則增加到40,000人。過去23年間，共有2,500名作家與15,000名出版業者參加書展，參展國則橫跨43國。每年有超過一萬位參展者，來自利沃夫以外的地方。

## 歷史

### 1994年
第一屆利沃夫出版論壇於1994年舉辦，主辦單位為國立利沃夫博物館。當時的1992-1993年經濟危機，摧毀了烏克蘭的圖書市場。主辦人及日後負責人亞歷山德拉·柯娃爾決定舉辦展覽，讓出版業者能聚在一起。該屆書展在國際復興基金會支持下，與新成立的烏克蘭出版商和圖書分銷商協會（烏克蘭語：Українська асоціація видавців та книгорозповсюджувачів）合作，舉辦了25個活動。論壇活動內容包括：文學活動與競賽、出版社與作家演講、作家見面會、文學朗誦會、簽名會、討論會、圓桌會議、表演等。書展則是仿效了波蘭華沙書展。
1994年直到21世紀初，法蘭克福書展一直在該論壇上設有攤位。後來由於烏克蘭方面沒有提出合作請求，他們就不再參展。從這屆起，非政府組織「出版商論壇」參與華沙、莫斯科、法蘭克福、萊比錫、比薩、維爾紐斯等地的國際書展。
米哈伊洛·莫斯卡爾為該屆書展設計的標誌，為兩隻蝸牛用它們的殼，支住一本垂直放置的書。蝸牛「象徵著無限、重生、不屈不撓、決心、毅力、互動」。這份Logo一直用到2018年才改變。

### 主年表
- 1995年：1995 年，出版者論壇圖書獎成立。[3]
- 1997年：利沃夫國際文學節與利沃夫圖書論壇分開。「詩歌與音樂的不眠之夜」。[3]
- 2001年：開始接受海外參展者。[3]
- 2002年：推出兒童讀書比賽「烏克蘭最佳讀者」，參賽者來自烏克蘭各地。比賽的最後一個階段是兒童節「Bookmania」。競賽節從一月持續到五月。從當時起，參加共計50萬名。[3]
- 2006年：推出慈善活動「給孩子一本書！」，並擴大國際化規模。[3]
- 2007年：「烏克蘭最佳讀者」與「Bookmania」從利沃夫圖書論壇分出為獨立書展「兒童出版者論壇」（烏克蘭語：Форум видавців — дітям）這是烏克蘭唯一、也是中東歐少數的兒童書展。另外，還舉辦了商業與教育論壇。[3]
- 2008年：自2008年至2012年，「閱讀馬拉松」在「兒童出版者論壇」開始前持續了兩週，在此期間，烏克蘭作家訪問了利沃夫的學校，並與他們舉行了比賽、閱讀、討論等活動。[3]
- 2009年：文學節焦點主題為「當代文學：民族與全球」、商業論壇是「烏克蘭出版業的版權」、主題焦點則是「歐洲人需要自由嗎？」。[3]
- 2010年：啟動圖書館員計畫及國際翻譯節「TRANSLIT」[3]。9月15日，作為博覽會的一部分，烏克蘭第一本關於奇幻文學的烏克蘭語雜誌《烏克蘭奇幻評論家》在利沃夫民族志博物館舉行了展示會。[7]
- 2013年：推出了「參展邀請國」。當年的邀請國為波蘭。[3]
- 2018年：改名為「利沃夫圖書論壇」，並導入新標誌。[8]。
- 2020年：因應2019冠状病毒病疫情，首度以線上展覽進行。主題定為「人口普查：我們是誰」。[9]
- 2022年：隨著俄羅斯入侵烏克蘭，書展改在10月舉辦，並以線上線下混合形式舉行。同時與威爾斯海伊文學藝術節（英语：Hay Festival）合作。[10]

### 腳註
1. ↑  . ukraine.ua. BRAND UKRAINE、乌克兰外交部.   [2025-05-11]. （原始内容存档于2023-10-15）.
2. ↑  .   [2010-05-01]. （原始内容存档于2009-09-05）.
3. 1 2 3 4 5 6 7 8 9 10 11 12 13 14  .   [2019-10-16]. （原始内容存档于2019-08-29）.
4. ↑  Коваль, Олександра. . Львів: ГО «Форум видавців». 2018: 6–9. ISBN 978-966-8853-82-1.
5. 1 2  Коваль 2018.
6. ↑  . ГО «Форум видавців». 11 червня 2018  [1 вересня 2018]. （原始内容存档于1 вересня 2018）.  的存檔，存档日期2018-09-01.
7. ↑  Український фантастичний оглядач (УФО) 的存檔，存档日期8 June 2020[日期不符]., Лабораторія Фантастикм
8. ↑  . ГО «Форум видавців». 2018-06-11  [2018-09-01]. （原始内容存档于2018-09-01）.
9. ↑  .   [2020-07-06]. （原始内容存档于2020-07-06）.
10. ↑  . bookforum.ua.   [2022-09-16]. （原始内容存档于2025-05-07） （乌克兰语）.

### 書目
- Коваль, Олександра Андріївна. Коваль Олександра Андріївна , 编. . Львів: ГО «Форум видавців». М. Коник. ISBN 978-966-8853-82-1.

## 外部連結
- 官方网站
- 利沃夫圖書論壇的X（前Twitter）
- 利沃夫圖書論壇的Facebook專頁
- Форум видавців